# Белый медведь (Чёрное зеркало)
«Белый медведь» (англ. White Bear) — второй эпизод второго сезона телесериала «Чёрное зеркало». Главные роли исполнили Ленора Кричлоу и Майкл Смайли. Сценарий написал Чарли Брукер. Премьера состоялась на канале Channel 4 18 февраля 2013 года.

## Сюжет
Женщина по имени Виктория Скилейн (Ленора Кричлоу) просыпается в спальне и понимает, что ничего о себе не помнит. В комнате повсюду фотографии маленькой девочки, которую она принимает за свою дочь, а также её совместные фотографии с неизвестным мужчиной. Виктория замечает необычный символ на телеэкране, а также календарь на октябрь, в котором зачёркнуты все даты до 18 числа. Выйдя из дома, Виктория замечает людей, которые постоянно снимают её на телефон. Когда она начинает кричать, чтобы те прекратили снимать, на неё нападает вооружённый ружьём мужчина в балаклаве с тем же символом. Спасаясь бегством, Виктория встречает Джем (Таппенс Миддлтон) и Дэмиена (Йен Бонар). Мужчина в балаклаве убивает Дэмиена, который пытался спасти Викторию и Джем, заставив их бежать. Джем объясняет, что неизвестный сигнал, который распространился через телевидение и интернет, превратил большинство населения в тупых «зрителей», которые не делают ничего, кроме как снимают всё на свои устройства. Виктория и Джем — неинфицированные, но являются мишенями для «охотников» — других неинфицированных, которые вследствие разложения общества действуют жестоко и по-садистски. Джем хочет добраться до передатчика на «Белом медведе», чтобы уничтожить его и остановить действие сигнала.
Во время путешествия их подбирает мужчина по имени Бакстер (Майкл Смайли). Бакстер также неинфицированный, он завозит их в лес и держит на прицеле, признаваясь, что он и был тем мужчиной в балаклаве. Джем удаётся сбежать, Виктория оказывается привязанной к дереву и готовится к пыткам. Джем возвращается и убивает Бакстера. Они продолжают путешествие к передатчику, а Виктории являются видения прошлых и будущих событий. Когда они достигают передатчика на «Белом медведе», чтобы уничтожить его, их атакуют двое охотников. Виктория отбирает у охотника ружьё и стреляет в него, однако из дула вылетают конфетти.
Открывается стена, и Виктория видит людей, которые аплодируют, наблюдая спектакль. Джем, Дэмиен и охотники оказываются актёрами, которые играют роли в «реальном мире». Викторию сажают в кресло, появляется Бакстер и всё объясняет: девочка, которую Виктория приняла за свою дочь, на самом деле шестилетняя школьница Джемайма Сайкс, которую Виктория похитила вместе со своим женихом (человеком на фотографиях). Они вывезли девочку в лес, её жених пытал и убил девочку, а Виктория снимала всё это на свой мобильный. «Белый мишка» — это игрушка девочки, которая стала национальным символом её розыска и расследования её убийства, а символ на экранах и на масках охотников — это тату, которое было у жениха Виктории (он совершил самоубийство перед судом). Виктория же слёзно уверяла, что жених «заговорил её», поэтому судья назначил «пропорциональное и содержательное» наказание: каждый день переживать то ощущение беспомощности и ужаса, которое переживала похищенная девочка.
Викторию, которая до сих пор не имеет чётких воспоминаний о тех событиях, снова привозят в комнату, с которой всё началось. Ей показывают отснятые ею кадры Джемаймы, Бакстер присоединяет к её голове электроды, стирая воспоминания за последний день. Бакстер выходит из комнаты, зачёркивая дату 18 октября и оставляя Викторию снова проживать те же самые события на следующий день.
По завершении титров показано, как персонал «Парка справедливости Белого мишки» (включая Бакстера, Джем и Дэмиена) готовится к следующему спектаклю. Они дают наставления посетителям парка, которые также должны стать частью шоу: они должны молча наблюдать за ней, сохранять дистанцию и снимать всё на видео. Всё начинается заново: Виктория просыпается в комнате, ничего не помня о себе.

## Производство
В октябре 2016 Чарли Брукер рассказал, что такая неожиданная развязка не была задумана с самого начала — она появилась только во время поиска локаций для съёмок на бывшей базе ВВС США. Также он заверил, что никогда до этого он не изменял сценарий эпизода на столь поздней стадии производства.
Позже Брукер заявил, что есть идеи для сиквела этой истории, но выразил сомнение, что он будет отснят, поскольку локаций из оригинального эпизода больше не существует.

## Отзывы
Джейн Саймон из Daily Mirror написала, что эпизоду «Белый медведь» не хватило «эмоциональной напряжённости» первого эпизода второго сезона — «Я скоро вернусь». Также она заявила, что уже на первой трети эпизода потеряла надежду, что он закончится хорошо: 
«актёрская игра была невероятной, сценарий полон загадок и клише из фильмов ужаса, а насилия было даже многовато, но в конце концов оказалось, что я ошибалась относительно каждой вещи в этом эпизоде».
По её мнению, это «ещё одна работа тёмного и изобретательного гения мистера Брукера».
Сайт The A. V. Club дал эпизоду оценку B+, заявив, что «Белый медведь» с большим отрывом — самый тревожащий эпизод в истории «Чёрного зеркала».
Den of Geek написал: «снова мощная идея, умный сценарий и удивительная режиссура соединились, чтобы создать тревожное отражение современности».